# Thérèse Frégnac
Thérèse Marguerite Marie Louise Heuertz-Frégnac (Roubaix, 21 juni 1907 – Luxemburg-Stad, 12 augustus 1972) was een Frans-Luxemburgs kunstschilder.

## Leven en werk
Thérèse Frégnac werd geboren in Frankrijk als dochter van wolhandelaar Auguste Leon Frégnac en Sidonie Marie Joseph Dervaux, en als jongere zus van Solange Frégnac. Ze studeerde aan de École Nationale Supérieure des Arts et Industries Textiles in haar geboorteplaats.
Frégnac ontwikkelde zich tot bloemschilder. In 1937 exposeerden de zusters Frégnac bij Galerie Bradtké in Luxemburg-Stad, Thérèse toonde twintig bloemschilderijen, Solange zo'n veertig landschappen, stadsgezichten en een aantal bloemschilderijen. De regering kocht de schilderijen Le lac de Gerardmer (Solange) en Nature Morte (Thérèse) aan en de stad Esch het werk Le Port de St.-Tropez van Solange. In 1938 trouwde Frégnac met natuurwetenschapper Marcel Heuertz (1904–1981), die in die tijd les gaf aan het Athénée de Luxembourg. Later was hij voorzitter van de Société des naturalistes luxembourgeois (1955-1962) en directeur van de Staatsmusea (1964-1969). Door het huwelijk verkreeg Frégnac de Luxemburgse nationaliteit. Voor haar schilderwerk bleef ze haar eigen naam gebruiken. 
Thérèse en Solange Frégnac exposeerden beiden na de Tweede Wereldoorlog op de salons van de Cercle Artistique de Luxembourg. In 1950 had Frégnac een solo-expositie bij Bradtké, naar aanleiding hiervan schreef de recensent van het Escher Tageblatt: "Ze weet nog steeds met gevoelige ogen naar bloemen te kijken en ze op een ontroerende manier weer te geven. Het is waar dat zij nauwelijks de gebruikelijke madeliefjes, seringen, mimosa's, pioenen, chrysanten en driekleurige boeketten schildert. Zij geeft de voorkeur aan meer "aristocratische", meer verfijnde bloemen zoals tijgerlelies, orchideeën, amaryllis en callas, bloemen waarvan de grote, gladde, vlezige en enigszins zachte kronen haar in staat stellen grote en duidelijke kleurvlekken te creëren. Want het was niet alleen haar smaak die haar deze bloemen deed kiezen, het was ook, en waarschijnlijk vooral, haar talent." Haar werk is onder meer opgenomen in de collectie van het Musée national d'archéologie, d'histoire et d'art.
Thérèse Heuertz-Frégnac overleed op 65-jarige leeftijd in de stad Luxemburg, ze werd begraven in Echternach.
- Musée national d'archéologie, d'histoire et d'art: lkl004111